# OGLE-2016-BLG-1928
OGLE-2016-BLG-1928とは、2020年に発見された太陽系外惑星である。自由浮遊惑星とされている。

## 概要
OGLE-2016-BLG-1928は、重力マイクロレンズ法を用いてOptical Gravitational Lensing Experimentによって発見された自由浮遊惑星である。OGLE-2016-BLG-1928のマイクロレンズ現象は41.5分のみであった。天体の質量が小さいほどこの現象は短くなるが、OGLE-2016-BLG-1928は以前までのマイクロレンズ現象の中でも特に短かった。
質量は木星の0.0009倍とされており、地球よりも小さい。これは、現在発見されていた中では最小の自由浮遊惑星であり、火星程度とされている。この惑星から8天文単位の距離までには恒星は存在しない。